# Salomon Savery
Salomon Savery (Amsterdam, 1594 – Amsterdam, 21 febbraio 1678) è stato un pittore e incisore olandese.

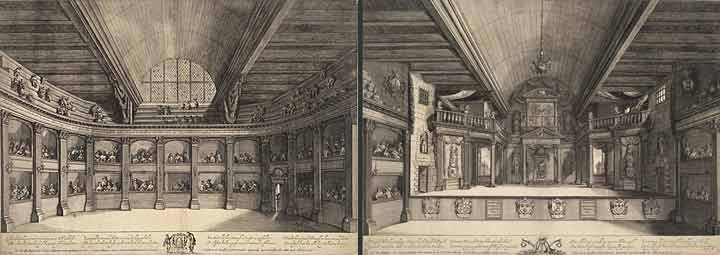
Incisione di Salomon Savery raffigurante il Teatro di Van Campen.

Pittore e incisore olandese facente parte degli artisti seicenteschi, appartenente alla famiglia Savery, figlio di Roelant, fratello di Pieter, Hans II e Jacob II, nipote inoltre di Jacob Savery. La sua prima opera risale al 1610 e le successive rappresentano in particolare paesaggi, ritratti e stampe riguardanti strutture ed edifici; di lui è conosciuto in particolare un dipinto del 1631 sull'assedio di 's-Hertogenbosch. Salomon Savery morì ad Haarlem nel 1678.